# Крістіан (округ, Іллінойс)
Шаблон:StateAbbr_ 39°33′ пн. ш. 89°17′ зх. д. / 39.55° пн. ш. 89.28° зх. д.
Округ  Крістіан (англ. Christian County) — округ (графство) у штаті  Іллінойс, США. Ідентифікатор округу 17021.

## Історія
Округ утворений 1839 року.

## Демографія
За даними перепису 
2000 року 
загальне населення округу становило 35372 осіб, зокрема міського населення було 19946, а сільського — 15426.
Серед мешканців округу чоловіків було 17651, а жінок — 17721. В окрузі було 13921 домогосподарство, 9477 родин, які мешкали в 14992 будинках.
Середній розмір родини становив 2,94.
Віковий розподіл населення поданий у таблиці:
| Стать    | До 15 років | 15-21 | 22-29 | 30-39 | 40-49 | 50-65 | 65-85 | Понад 85 |
| -------- | ----------- | ----- | ----- | ----- | ----- | ----- | ----- | -------- |
| Чоловіки | 3651        | 1613  | 1677  | 2726  | 2844  | 2758  | 2136  | 246      |
| Жінки    | 3390        | 1460  | 1544  | 2247  | 2531  | 2837  | 2985  | 727      |

## Суміжні округи
- Мейкон — північний схід
- Шелбі — південний схід
- Монтгомері — південний захід
- Сенґамон — північний захід

## Виноски
1. ↑  U.S. Decennial Census. United States Census Bureau. Архів оригіналу за 26 квітня 2015. Процитовано 4 липня 2014.
2. ↑  Historical Census Browser. University of Virginia Library. Архів оригіналу за 11 серпня 2012. Процитовано 4 липня 2014.
3. ↑  Population of Counties by Decennial Census: 1900 to 1990. United States Census Bureau. Архів оригіналу за 24 квітня 2014. Процитовано 4 липня 2014.
4. ↑  Census 2000 PHC-T-4. Ranking Tables for Counties: 1990 and 2000 (PDF). United States Census Bureau. Архів оригіналу (PDF) за 18 грудня 2014. Процитовано 4 липня 2014.
5. ↑  State & County QuickFacts. United States Census Bureau. Архів оригіналу за 8 липня 2011. Процитовано 4 липня 2014.(англ.) Наведено за англійською вікіпедією.
6. ↑  American FactFinder. Бюро перепису населення США. Архів оригіналу за 29 липня 2011. Процитовано 31 січня 2008.

| США | Це незавершена стаття з географії США. Ви можете допомогти проєкту, виправивши або дописавши її. |